# Xe van

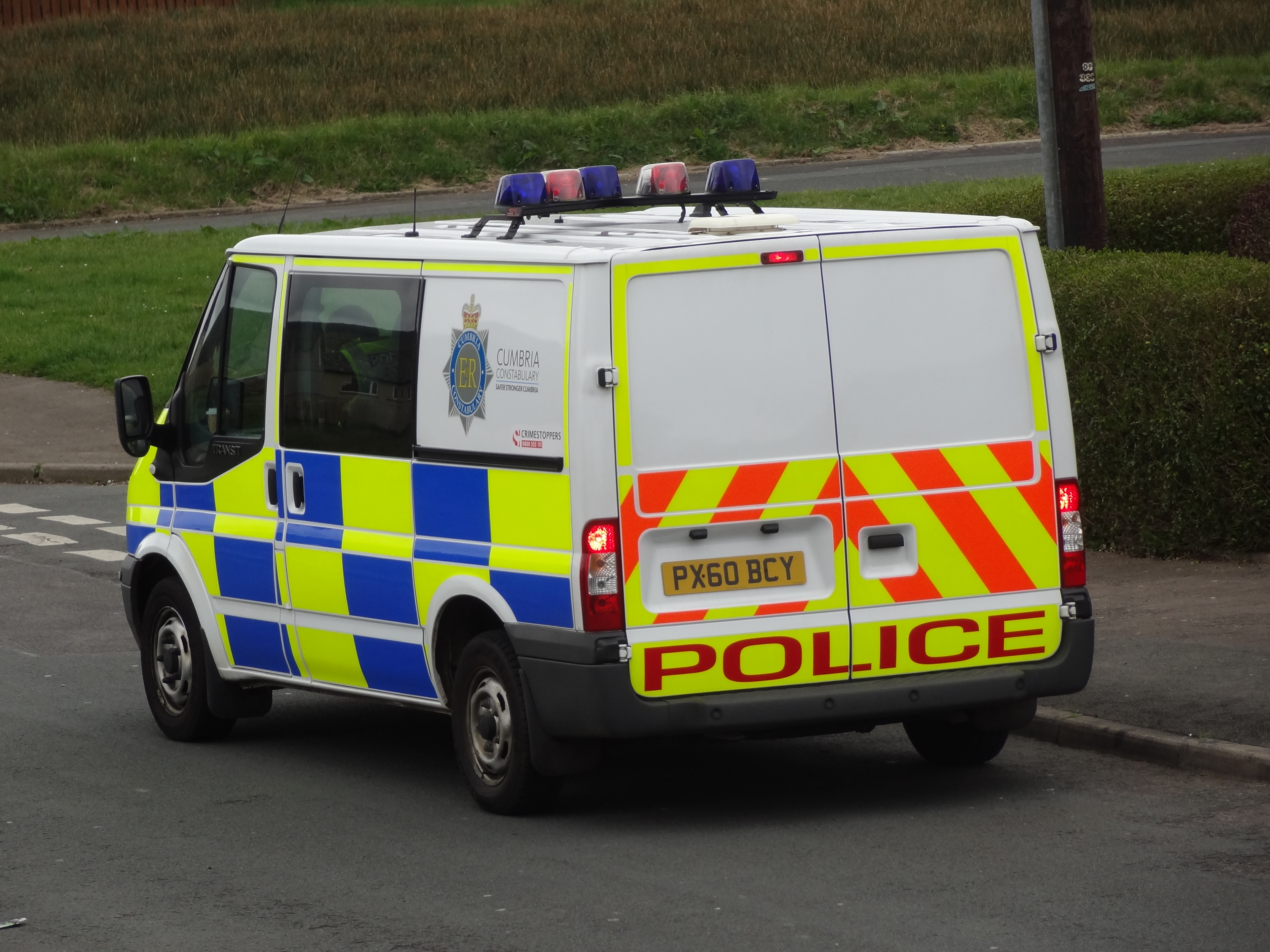
Một chiếc xe Ford Transit phục vụ như một chiếc xe cảnh sát Anh. Nó đã được sửa đổi một cách cơ học và với đề can phản chiếu và đèn trên đầu xe màu đỏ và màu xanh.

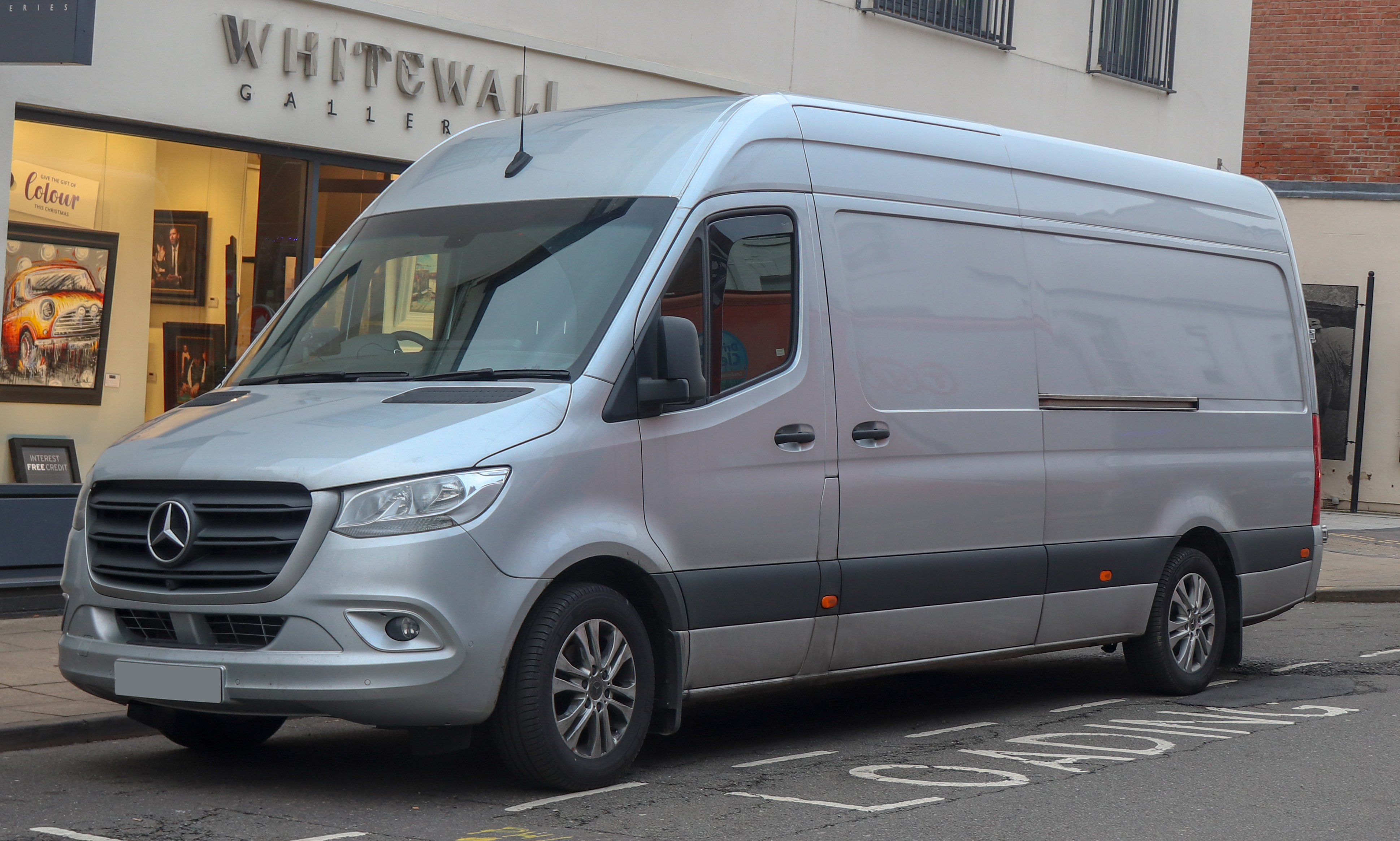
Xe van Mercedes-Benz Sprinter

Xe van là một loại phương tiện giao thông đường bộ được sử dụng để vận chuyển hàng hóa hoặc người. Tùy thuộc vào loại xe van, nó có thể lớn hơn hoặc nhỏ hơn một chiếc xe tải và SUV, và lớn hơn một chiếc xe thông thường. Có một số khác nhau trong phạm vi của từ trên các quốc gia nói tiếng Anh khác nhau. Các xe tải nhỏ nhất, microvan, được sử dụng để vận chuyển hàng hóa hoặc người với số lượng nhỏ. Xe MPV nhỏ, MPV nhỏ gọn và Minivan đều là những chiếc xe van nhỏ thường được sử dụng để vận chuyển người với số lượng nhỏ. Xe van lớn hơn với ghế hành khách được sử dụng cho mục đích thể chế, chẳng hạn như vận chuyển sinh viên. Xe van lớn hơn chỉ có ghế trước thường được sử dụng cho mục đích kinh doanh, để chở hàng hóa và thiết bị. Xe van được trang bị đặc biệt được sử dụng bởi các đài truyền hình như các trường quay di động. Dịch vụ bưu chính và các công ty chuyển phát nhanh sử dụng xe van lớn để chuyên chở bưu phẩm.